# August Ebrard

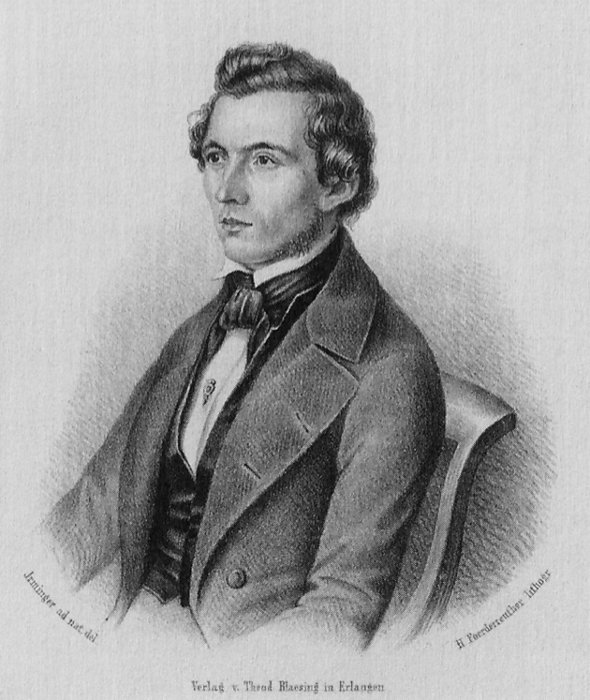
August Ebrard, um 1850

Johann Heinrich August Ebrard (* 18. Januar 1818 in Erlangen; † 23. Juli 1888 ebenda) war ein deutscher reformierter Theologe.

## Leben
Ebrard stammt aus einer adeligen hugenottischen Immigrantenfamilie aus dem Languedoc und war der Sohn des Erlanger Pastors Franz Elias Ebrard und dessen Ehefrau Wilhelmine Dorothea Katharina Hohle. Schon früh war Ebrard von den Lehren von Adolf Harless und Johann Christian Konrad von Hofmann beeindruckt. Auch der Pastor Christian Krafft hatte großen Einfluss auf Ebrard. In den Jahren 1835 bis 1839 studierte er in Erlangen und Berlin und schloss sein Studium erfolgreich ab. Er war Stifter der 1836 gegründeten Studentenverbindung Uttenruthia Erlangen. Nach deren Spaltung im Jahre 1850 in Uttenruthia und Erlanger Wingolf, schloss er sich dem Erlanger Wingolf an. Er fand seine erste Anstellung als Hauslehrer in Friedrichsdorf / Taunus.
Nachdem er 1841 zum Dr. phil. promoviert wurde, berief man ihn im darauffolgenden Jahr als Privatdozent nach Erlangen. Gefördert von Christian Krafft habilitierte sich Ebrard dort und im selben Jahr noch veröffentlichte er seine Wissenschaftliche Kritik der evangelischen Geschichte. Diese war gegen David Friedrich Strauß gerichtet und höchstwahrscheinlich der Anlass seiner sofortigen Berufung als außerordentlicher Professor an die Universität Zürich. Dort gründete er die Zeitschrift Zukunft der Kirche.
Ebrard setzte sich seit 1850 für die Zusammenarbeit reformierter Pfarrer und Gemeindeglieder ein, begründete 1851 die Reformierte Kirchenzeitung und gehörte 1884 zu den Gründern des Reformierten Bundes. Bereits 1843 hatte sich Ebrard mit einer reformierten Liturgik und 1847 mit seinem reformierten Kirchenbuch um die Wiederbelebung der reformierten Gottesdienstform verdient gemacht.
In Erlangen heiratete Ebrard Luise von Loewenich. Mit ihr hatte er drei Söhne, darunter den späteren Historiker Friedrich Clemens Ebrard. 1847 kehrt er als ordentlicher Professor für reformierte Theologie nach Erlangen zurück. Sechs Jahre später berief man ihn als Konsistorialrat und Hauptprediger nach Speyer. Dort versuchte er, ein neues Gesangbuch und die alte reformierte Presbyterialverfassung in der pfälzischen Unionskirche einzuführen. Die Streitigkeiten – gerade in der Frage des Gesangbuches – eskalierten 1860 dermaßen, dass Ebrard 1861 in den vorgezogenen Ruhestand ging. Er ließ sich in seiner Vaterstadt nieder und konnte hier nach einigen Jahren der Pause seine Vorlesungen wieder aufnehmen. 1875 berief man ihn zum Pastor der französisch-reformierten Gemeinde Erlangens, 1876 wurde er zum Moderator der bayerischen Synode reformierter Gemeinden gewählt.
Im Alter von 70 Jahren starb August Ebrard am 23. Juli 1888 in Erlangen.

Neben seinen theologischen Werken veröffentlichte Ebrard juristische, naturwissenschaftliche und politische Schriften. Des Weiteren verfasste er auch belletristische Werke unter den Pseudonymen Gottfried Flammberg, Christian Deutsch und Sigmund Sturm. Er gilt heute noch als einer der bedeutendsten reformierten Theologen des 19. Jahrhunderts.

August Ebrard

## Theologische Kernfragen
Trotz seiner Vielseitigkeit lassen sich zwei Schwerpunkte im Werk Ebrards ausmachen: die Frage nach der Prädestination und die Frage nach dem Abendmahl. Es geht um die Willensfreiheit des Menschen und um die Union der reformierten Christen in der Abendmahlsfrage. Das Thema des freien Willens wird ihm zum Lebensthema. Er kritisiert die Prädestinationslehre, kommt von ihr aber nicht los.

## Schriften (Auswahl)
- Die Anfänge des Menschengeschlechts (= Zeitfragen des christlichen Volkslebens 2,1). Zimmer, Frankfurt (Main) 1876.
- Apologetik: wissenschaftliche Rechtfertigung des Christenthums. Zwei Teile. Bertelsmann, Gütersloh 1874f.
- Auswahl aus Peter Lotichs der Jüngeren Gedichten. Metrisch ins Deutsche übertragen von August Ebrard. Bertelsmann, Gütersloh 1883.
- Bilder aus dem Sevennenkrieg (= Sammlung von Vorträgen für das deutsche Volk 2,2). C. Winter, Heidelberg 1879.
- Bonifatius, der Zerstörer des columbanischen Kirchentums auf dem Festlande. Olms, Hildesheim/New York 1973 (Nachdr. d. Ausg. Gütersloh 1882).
- Die Briefe des Johannis. Nebst einem Anhang über die katholischen Briefe. Erklärt von Joh. Heinr. Aug. Ebrard (= Biblischer Commentar über sämmtliche Schriften des Neuen Testaments; Bd. 6: Die Briefe des Jakobus, Petrus, Judas und Johannis; Abth. 4). Unzer, Königsberg 1859.
- Der Brief Pauli an die Römer. Übersetzt und erklärt von August Ebrard. Hrsg. Philipp Bachmann. Deichert, Erlangen u. a. 1890.
- Cheirisophos des Spartiaten Reise durch Böotien. Bei Isarlik als griechisches Manuscript aufgefunden und ins Deutsche übersetzt von Dr. Schliemann [d. i. August Ebrard]; 4. Auflage. Gotha, 1878.
- Christian Ernst von Brandenburg-Baireuth: die Aufnahme reformirter Flüchtlingsgemeinden in ein lutherisches Land 1686-1712. Eine kirchengeschichtliche Studie. Gütersloh, 1885.
- Das Dogma vom heiligen Abendmahl und seine Geschichte; Theil 1 u. 2. Zimmer, Frankfurt am Main 1845–1846.
- Christliche Dogmatik. Unzer, Königsberg 1851–1852 (Digitalisat, Bd. 1; Bd. 2); 2. Aufl. ebd. 1862–1863 (Digitalisat, Bd. 1; Bd. 2).
- Duplessis-Mornay. Eine Tragödie von Gottfried Flammberg [d. i. August Ebrard]. H. L. Brönner, Frankfurt am Main 1859.
- E. v. Hartmann's Philosophie des Unbewussten. Dargestellt und beurtheilt von August Ebrard. Bertelsmann, Gütersloh 1876.
- Das Evangelium Johannis und die neueste Hypothese über seine Entstehung. Ein Beitrag zur Kritik der Evangelien. Meyer & Zeller, Zürich 1845.
- Der Feilenhauer. Roman aus d. Fichtelgebirge von Gottfried Flammberg [d. i. August Ebrard]; ed. Friedrich Clemens Ebrard; 2. Auflage. Kohler, Wunsiedel 1914.
- Die evangelische Felddiakonie in Baiern in dem deutschen Bundeskriege 1866. Erlangen, 1866.
- Die Glaubwürdigkeit der Geschichte Jesu und das Alter der neutestamentlichen Schriften (= Sammlung von Vorträgen für das deutsche Volk 1,4). C. Winter, Heidelberg 1879.
- Gustav König. Sein Leben und seine Kunst. Deichert, Erlangen u. a. 1871.Handschrift von Ebrard
- Handbuch der christlichen Kirchen- und Dogmengeschichte. 4 Theile. Erlangen, 1865–66.
- Handbuch der mittelgälischen Sprache, hauptsächlich Ossian's Grammatik, Lesestücke, Wörterbuch. Sändig, Wiesbaden 1966 (Nachdr. d. Originalausg. v. 1870).
- Die Herrlichkeit des dreieinigen Gottes in dem heiligen Nachtmahle Jesu Christi. Theologisches Sendschreiben an Ernst Sartorius als Erwiderung auf dessen "Meditationen". Velhagen & Klasing,  Bielefeld 1855.
- Ein Leben in Liedern. Gedichte von Gottfried Flammberg [d. i. August Ebrard]; 2. verm. Aufl. Deichert, Erlangen u. a. 1872.
- Lebensführungen. In jungen Jahren; Gütersloh: Bertelsmann. 1888.
- Die iroschottische Missionskirche des sechsten, siebenten und achten Jahrhunderts, und ihre Verbreitung und Bedeutung auf dem Festland. Bertelsmann, Gütersloh 1873.
- Die Offenbarung Johannis. Erklärt v. Joh. Heinr. Aug. Ebrard (= Biblischer Commentar über sämmtl. Schriften des Neuen Testaments; Bd. 7). Unzer, Königsberg 1853.
- Reformirtes Kirchenbuch. Sammlung von in der reformirten Kirche eingeführten Kirchengebeten und Formulare; 2. Auflage. in neuer Bearb. ed. Gerhard Goebel; Niemeyer, Halle/Saale 1889.
- Reise in die Sevennen im Jahre 1877. Mit 4 Landschaftsbildern. Bertelsmann, Gütersloh 1880.
- Ricordo. Eindrücke einer Reise im nördlichen Italien in Gedichten von Gottfried Flammberg [d. i. August Ebrard]. Bertelsmann, Gütersloh 1881.
- Rudolf von der Pfalz. Eine Trilogie von Gottfried Flammberg [d. i. August Ebrard]. H. L. Brönner, Frankfurt am Main 1860.
- Schleswig-Holstein. Sechsundvierzig Lieder wider den Dänen von Gottfried Flammberg [d. i. August Ebrard]. Bläsing, Erlangen 1863.
- Das verlorene Söhnchen. Eine Kindergeschichte für Erwachsene von Gottfried Flammberg [d. i. August Ebrard]. Stuttgart, 1877.
- System der musikalischen Akustik. Zur Belehrung für jeden gebildeten Freund der Musik. Deichert, Erlangen u. a. 1866.
- Der Zustand des Christen nach dem Tode. 3 Predigten. Erlangen, 1879.

Gedichte
- Ein Totentanz. Gedicht in sechsunddreißig Gesängen von Gottfried Flammberg [d. i. August Ebrard]. Riegelmann, Wernigerode 1880.
- Ein Leben in Liedern (2. Aufl., Erlangen. 1872),
- Ein Totentanz (2. Aufl., Leipzig 1884), und eine poetische Übertragung von Ossians Fingal mit Anhang: Über Alter und Echtheit von Ossians Gedichten (Leipzig 1868) gab Ebrard heraus.